# Rio Golo
Golo é um rio localizado na Córsega, França. Nasce no centro montanhoso da ilha, a sul de Monte Cinto. Flui quase sempre para nordeste, por Calacuccia e Ponte-Leccia, e desagua no mar Tirreno, aproximadamente 20 km a sul de Bastia, perto do aeroporto. Todo o seu percurso está no departamento de Haute-Corse. Tem como afluentes principais o rio Asco e o rio Casaluna.
Tem várias barragens e numerosas pontes antigas a cruzá-lo.

## Ligações externas

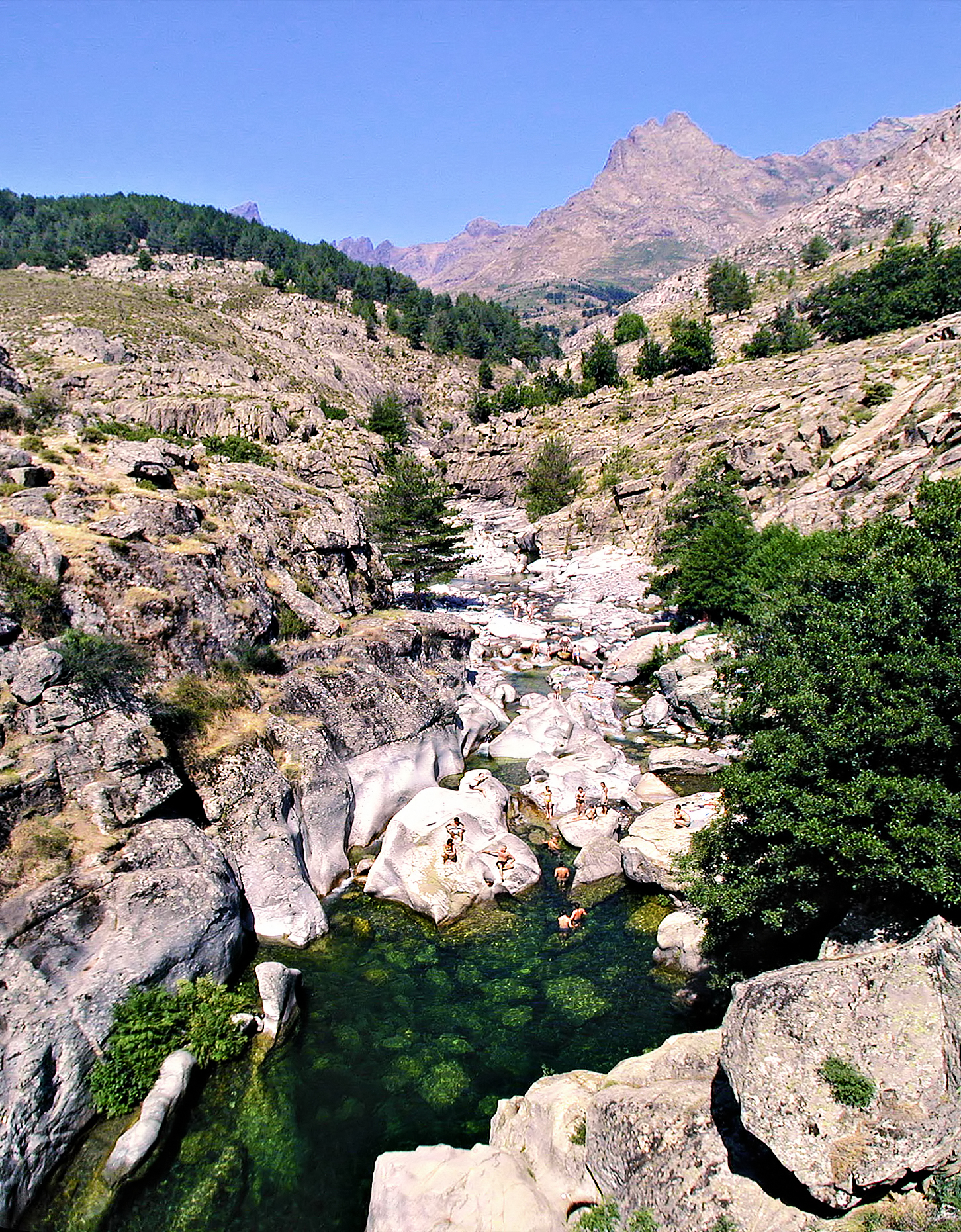
O rio Golo em Albertacce